# Air Jordan

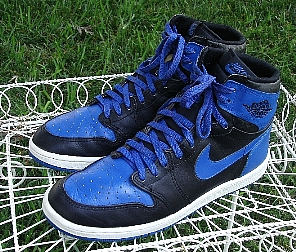

Az Air Jordan (röviden Jordan, J vagy AJ) egy sportruházati márka, mely a Nike leányvállalata, a Jordan Company tulajdona. A márka legismertebb termékei az eredetileg Michael Jordan által viselt kosárlabdacipők, melyekből 1985 óta évente mutatnak be új modellt, azóta is, hogy Jordan már visszavonult. A cipők mellett kosárlabda- és szabadidő-ruházatot is forgalmaznak a márkanév alatt. A márka viszonylag drága, hazai tekintetben felsőkategóriásnak számít.